# ギャンビット
ギャンビット (Gambit) はチェスのオープニングにおける戦術の一つ。駒（通常はポーン1個）を先に損する代償に、駒の展開や陣形の優位を求めようとする定跡を言う。イタリア語の足（Gamba）の派生形が語源とされている。

## 概要
序盤でポーンを1つ（時には複数）相手にわざと取らせる事により、他の面での優位を得る。ポーンの捨て方にも種類があり、それぞれ名前が付いている。定跡化したものをギャンビットと言い、その場で考えたものは通常ギャンビットとは呼ばない。
ポーンを取らせる事で得る利点は、大まかには以下のうちの1つまたは複数である。
- ポーンを取らせる事により、そのファイル（列）がオープンとなるため、開放度が上がり、駒の効率が上がる。例：ルークが敵陣を直接睨む事ができる。
- そのポーンを取った駒を自然に取り返しに行く事により、駒の素早く有利な展開を図る 。
- 相手の中央に近いポーンでより端に近いファイルの自分のポーンを取らせる事により、中央における勢力を相対的に強める。

多くの場合、ポーンを取った相手のポーンは伸びすぎているために守ることが難しく、結果として後に駒損は解消されることが多い。

## カウンター・ギャンビット
白（先手）のギャンビットに対しては黒は、(1) Accepted:相手の手に乗る（ポーンを取る）、(2) Declined:あえて取らない、の2種類が考えられる。あえて取らない場合に、むしろ黒がポーンを差し出し、黒が逆にギャンビットを仕掛ける場合があり、これをカウンター・ギャンビットと言う。ただし広義には黒によるギャンビットすべてを指す。

## 種類

### キングズ・ギャンビット
最も基本的な定跡の一つで、多くの場合は乱戦になる。fファイルをオープンにし、黒の最弱点であるf7をo-o（キング・サイド・キャスリング）なども利用して狙うのが古典的な指し方だったが、e4＋d4で中央を固めて長期的な優位を狙う指し方もある。
1．e4　e5　2．f4
ここで黒がf4のポーンを取ると、激しい乱戦になる。2．...　exf4　3．Nf3　Be7　4．Bc4　Nf6　5．e5　Ng4　6．o-o　Nc6などが例の一つ。
2．...　Bc5　3．Nf3　d6　4．Nc3　Nf6などと黒がポーンを取らないと（ディクラインド）、比較的穏やかな展開となる。
2．...　d5　3．exd5　e4と逆に黒がdファイルのポーンを差し出すと、ファルクビア・カウンター・ギャンビットとなる。又、3.f×e5??は...Qh4+とされて白負けとなる。
4．Nc3 Nf6　5．Bc4 Bc5　6．Nge2 o-oなどが一例で、黒のみがキャスリングを行っており、白は現状では黒のビショップの利きでキャスリングできない。

### クイーンズ・ギャンビット
比較的穏やかなギャンビット。c4で失ったポーンを白がビショップで手順に取り返すと、o-o（キング・サイド・キャスリング）につながり、損失が少ない。
1．d4　d5　2．c4が基本形で、非常に派生型が多い。いくつかは別の名前が付いている。
2．...　dxc4　3．Nf3　Nf6がクイーンズ・ギャンビット・アクセプテッドの基本的な形。
2．...　e6とポーンを取らないのがクイーンズ・ギャンビット・ディクラインド。 
2．...　e5　3．dxe5　d4は対抗策の一つアルビン・カウンター・ギャンビット。黒がeファイルのポーンを差し出し、d4を得る。黒は0-0-0（クイーンサイド・キャスリング）を行ってから攻撃をかけたりするのが狙いであるが、現在では無理筋とされている。
2．...　e6　3．Nc3　c5　4．cxd5　exd5　5．e4　dxe4　6．d5はマーシャル・ギャンビット。黒の対策の1つタラシュ・ディフェンスからの変化の一つ。黒がさらにeファイルでポーンを捨てることにより、d5を得る。

### ダニッシュ・ギャンビット
ポーンを2個損した代償に素早い展開を狙う、非常にギャンビットらしい手。
1．e4　e5　2．d4　exd4　3．c3　dxc3　4．Bc4　cxb2　5．Bxb2
d、c、bファイルのポーンを連続して捨て、2ポーン損であるが、代償として3つのオープンファイルと駒の素早い展開を得ている。黒が初手からeファイルのポーンが無くなっただけで何も動いていないのに対し、白は中央にポーンを進め、早くもビショップが2つとも展開を完了している。所謂ブリッツ（早指し）で使われることが多い。

### スコッチ・ギャンビット
スコッチ・ゲームの1変化で、ダニッシュ・ギャンビットに似た形。
1．e4　e5　2．Nf3　Nc6　3．d4　exd4　4．Bc4
4．c3とする手もあり、そうなるとダニッシュ・ギャンビットにナイトを一手ずつ動かした形になる。

### スミスモラ・ギャンビット
シシリアン・ディフェンスに対するギャンビットの一つ。
1．e4　c5　2．d4　cxd4　3．c3　dxc3　4．Nxc3
1ポーン損ながら、中央にポーンを進めナイトが展開し、他の駒も容易に展開できる白に対し、黒はcファイルを開いただけでまだ展開ができない。

### ウィング・ギャンビット
シシリアン・ディフェンスに対するギャンビットの一つ。
1．e4　c5　2．Nf3　d6　3．b4　cxb4　4．d4
黒のcファイルのポーンをbファイルにそらし、その代償に中央を理想的なd4+e4の態勢で固める。中央を制した結果、白はよりピース（駒）の展開の速度や駒の効率が得られやすい。

### エヴァンス・ギャンビット
非常に美しい典型的なギャンビット。
1．e4　e5　2．Nf3　Nc6　3．Bc4　Bc5
黒のビショップに一度bファイルのポーンを犠牲にして手を稼ぐのが目的。本来はここでo-oとしていたが、現在では先に4．b4が普通。以下、黒が取る場合は
4．...　Bxb4　5．c3
ここで黒のビショップはBe7、Bc5、古い手ではBa5などがあるが、いずれにしろ6．d4として中央を制圧し、o-oの後、クイーンとビショップで黒の序盤の最弱点f7を狙う、Ba3などで黒のキングサイドをさらに狙う、Qb3からQxb7を狙う、などがある。

### ラトヴィアン・ギャンビット
黒が主導権を握りにかかる、激しいギャンビット。
1．e4　e5　2．Nf3　f5
黒がfファイルのポーンを捨て、その代償に攻撃権を得る。

### ブダペスト・ギャンビット
別名ブダペスト・ディフェンス。比較的マイナーなオープニング。黒は基本的にポーン損を取り返せる。
1．d4　Nf6　2．c4　e5　3．dxe5　Ng4
ここで白がポーンを守りに行くと
4．Bf4　Nc6　5．Nf3　Bb4+　6．Nbd2　Qe7
などで黒が取り返すことができる。そこで守れないならば差し出す手もある。
4．e6として黒に応手を聞くのも有力な手。

### エーニッシュ・ギャンビット
ルイ・ロペスの黒からの一変化。別名シュリーマン・ディフェンス。
1．e4　e5　2．Nf3　Nc6　3．Bb5　f5
黒が一気に仕掛けることになる激しい変化が多い。特に4.e×f5 d5として黒はビショップの展開と
センターの制圧を図る。

### マーシャル・ギャンビット
ルイ・ロペスの黒からの一変化。クイーンズ・ギャンビットの一変化である同名のオープニングとは別の定跡。
1．e4　e5　2．Nf3　Nc6　3．Bb5　a6　4．Ba4　Nf6　5．o-o　Be7　6．Re1　b5　7．Bb3　o-o　8．c3　d5
同じくルイ・ロペスから変化してギャンビットするエーニッシュ・ギャンビットよりは穏やかな展開となる。

### センター・カウンター・ギャンビット
別名センター・カウンター・ディフェンス。
1．e4　d5
ギャンビットしたポーンを白が取らないで2．e5と指すとフレンチ・ディフェンスに変化することが多い。スコッチ・ゲームに似た展開にも派生しやすい。

### チャイニーズ・ギャンビット
別名フレッド・ディフェンス。
1．e4　f5
対局者の間に棋力の差があり、なおかつ白番が弱いときに黒が仕掛けるギャンビット。所謂「遊び手」であり、実際は悪手とされている。

### ベンコー・ギャンビット
別名ボルガ・ギャンビット。黒はポーンを1個損した代償にオープン・ファイルを作るギャンビット。比較的新しい定跡で、d4に対する有効手として研究されている。
1．d4　Nf6　2．c4　c5　3．d5　b5
黒はオープン・ファイルにルークを配置して白の攻撃に反撃する。

### ブリュメンフェルト・ギャンビット
ベンコー・ギャンビットに似た形。
1．d4　Nf6　2．c4　e6　3．Nc3　c5　4．d5　b5